# (23718) Horgos
(23718) Horgos est un astéroïde de la ceinture principale.

## Description
(23718) Horgos est un astéroïde de la ceinture principale. Il fut découvert le 2 avril 1998 à Piszkesteto par Krisztián Sárneczky et László L. Kiss. Il présente une orbite caractérisée par un demi-grand axe de 2,57 UA, une excentricité de 0,19 et une inclinaison de 1,4° par rapport à l'écliptique.

## Compléments